# Segretario di Stato per la Scozia
Il segretario di Stato per la Scozia (in inglese Secretary of State for Scotland, in gaelico scozzese Rùnaire Stàite na h-Alba, in scozzese Secretar o State fir Scotland), noto anche come segretario scozzese,  è un segretario di Stato del governo del Regno Unito responsabile per la Scozia. È a capo dell'Ufficio per la Scozia (Scotland Office, in precedenza Scottish Office), è un dipartimento governativo con sede a Londra e ad Edimburgo.
Fu creato dopo l'Atto di Unione del 1707 e abolito nel 1746 dopo l'insurrezione giacobita; i suoi compiti passarono prima al Lord avvocato fino al 1827, quando furono trasferiti all'Home Office. Nel 1885 fu ricreato l'incarico di Segretario per la Scozia (Secretary for Scotland), il cui responsabile veniva spesso (ma non sempre) chiamato a far parte del Gabinetto del Regno Unito. Nel 1926 la carica acquisì maggiore prestigio con la nomina a Segretario di Stato.
La devoluzione scozzese del 1997 ha portato alla divisione dei poteri dello Scottish Office, la maggior parte dei quali sono passati al Governo scozzese o ad altri dipartimenti governativi del Regno Unito, lasciando solo un ruolo limitato al neonato Scotland Office; le funzioni di Segretario di Stato per la Scozia, pertanto, hanno perso di importanza e, non di rado, vi sono stati casi come quello di Des Browne, che ha ricoperto l'incarico mentre era allo stesso tempo Segretario di Stato per la Difesa.
L'attuale Segretario di Stato per la Scozia è il parlamentare laburista Ian Murray.

## Elenco dei segretari di Stato per la Scozia

### Segretari di Stato per la Scozia (1707–1746)
John Erskine, XXIII conte di Mar ricopriva la carica di Segretario di Stato della Scozia indipendente dal 1705; dopo l'Atto di Unione del 1707 rimase in carica.
La carica di Segretario di Stato per la Scozia esistette brevemente dopo l'Unione del Parlamento di Scozia e il Parlamento d'Inghilterra nel 1707 fino all'insurrezione giacobita del 1745. Dopo la rivolta, la responsabilità sulla Scozia ricadde principalmente sul Segretario di Stato dell'interno, e fu esercitata solitamente dal Lord avvocato.
| Nome | Ritratto | Periodo in carica        | Periodo in carica           |
| --- | -------- | ------------------------ | --------------------------- |
| John Erskine, XXIII conte di Mar |          | (dal 1705) 1 maggio 1707 | 3 febbraio 1709             |
| James Douglas, II duca di Queensberry |          | 3 febbraio 1709          | 6 luglio 1711 (morte)       |
| John Erskine, XXIII conte di Mar |          | 30 settembre 1713        | 24 settembre 1714           |
| James Graham, I duca di Montrose |          | 24 settembre 1714        | agosto 1715 (dimissioni)    |
| John Ker, I duca di Roxburghe |          | 13 dicembre 1716         | agosto 1725 (dimissioni)    |
| Carica vacante. Una fonte afferma che Charles Douglas, II conte di Selkirk abbia detenuto la carica dal 1731, ma non vi sono riferimenti ufficiali. |          |                          |                             |
| John Hay, IV marchese di Tweeddale |          | 16 febbraio 1742         | 3 gennaio 1746 (dimissioni) |

La carica rimase in seguito vacante.  Il Segretario per la Scozia

### Segretari di Stato per la Scozia (fino ad oggi)
La carica di Segretario di Stato per la Scozia contemporanea venne creata insieme all'Ufficio scozzese (Scottish Office) nel 1885. Dal 1892 il Segretario per la Scozia ebbe il diritto di partecipare alle riunioni del gabinetto di governo; la carica crebbe poi di importanza fino a quella di un Segretario di Stato, chiamato Segretario di Stato per la Scozia, nel 1926. Tutti i Segretari per la Scozia hanno anche detenuto la carica di Custode del Gran Sigillo di Scozia, ex officio.
La carica di Custode del Gran Sigillo di Scozia fu detenuta ex officio dai Segretari di Stato per la Scozia dal 1926 al 1999. I Segretari di Stato per la Scozia a partire da Donald Dewar non sono stati Custodi del Gran Sigillo, in quanto ora la carica è detenuta dai Primi ministri della Scozia. Inoltre, il Segretario di Stato per la Scozia dal 13 giugno 2003 al 3 ottobre 2008 ebbe anche un altro ruolo di governo, il che generò polemiche sul fatto che il ruolo scozzese era visto come ministero "part-time".
Legenda (per i partiti politici):

  Conservatori / Conservatori & Unionisti
  Unionisti
  Liberali
  Laburisti
  Nazionali Laburisti
  Nazionali Liberali
  Liberal Democratici
  Nessun partito
| Segretari per la Scozia (1885–1926)         | Segretari per la Scozia (1885–1926)                                                                 | Segretari per la Scozia (1885–1926)          | Segretari per la Scozia (1885–1926) | Segretari per la Scozia (1885–1926)                  | Segretari per la Scozia (1885–1926) | Segretari per la Scozia (1885–1926) | Segretari per la Scozia (1885–1926)                                     |
| Nome                                        | Nome                                                                                                | Ritratto                                     | In carica                           | In carica                                            | Partito politico                    | Primo ministro                      | Primo ministro                                                          |
| ------------------------------------------- | --------------------------------------------------------------------------------------------------- | -------------------------------------------- | ----------------------------------- | ---------------------------------------------------- | ----------------------------------- | ----------------------------------- | ----------------------------------------------------------------------- |
|                                             | Charles Gordon-Lennox, VI duca di Richmond                                                          |                                              | 17 agosto 1885                      | 28 gennaio 1886                                      | Conservatore                        |                                     | Robert Gascoyne-Cecil, III marchese di Salisbury                        |
|                                             | George Otto Trevelyan                                                                               |                                              | 8 febbraio 1886                     | marzo 1886 (dimissioni)                              | Liberale                            |                                     | William Ewart Gladstone                                                 |
|                                             | John Ramsay, XIII conte di Dalhousie                                                                |                                              | 5 aprile 1886                       | 20 luglio 1886                                       | Liberale                            |                                     | William Ewart Gladstone                                                 |
|                                             | Arthur James Balfour                                                                                |                                              | 5 agosto 1886                       | 11 marzo 1887                                        | Conservatore                        |                                     | Robert Gascoyne-Cecil, III marchese di Salisbury                        |
|                                             | Schomberg Kerr, IX marchese di Lothian                                                              |                                              | 11 marzo 1887                       | 11 agosto 1892                                       | Unionista                           |                                     | Robert Gascoyne-Cecil, III marchese di Salisbury                        |
|                                             | George Otto Trevelyan                                                                               |                                              | 18 agosto 1892                      | 21 giugno 1895                                       | Liberale                            |                                     | William Ewart Gladstone                                                 |
|                                             | George Otto Trevelyan                                                                               | Alexander Bruce, VI Lord Balfour di Burleigh | 18 agosto 1892                      | 21 giugno 1895                                       | Liberale                            |                                     |                                                                         |
|                                             | Alexander Bruce, VI Lord Balfour di Burleigh                                                        |                                              | 29 giugno 1895                      | 9 ottobre 1903 (dimissioni)                          | Unionista                           |                                     | Robert Gascoyne-Cecil, III marchese di Salisbury (Coalizione Unionista) |
|                                             | Alexander Bruce, VI Lord Balfour di Burleigh                                                        | Arthur James Balfour (Coalizione Unionista)  | 29 giugno 1895                      | 9 ottobre 1903 (dimissioni)                          | Unionista                           |                                     |                                                                         |
|                                             | Andrew Murray, I visconte Dunedin                                                                   |                                              | 9 ottobre 1903                      | 2 febbraio 1905                                      | Conservatore                        |                                     |                                                                         |
|                                             | John Hope, I marchese di Linlithgow                                                                 |                                              | 2 febbraio 1905                     | 4 dicembre 1905                                      | Conservatore                        |                                     |                                                                         |
|                                             | John Sinclair, I barone Pentland (Barone Pentland dal 1909)                                         |                                              | 10 dicembre 1905                    | 13 febbraio 1912                                     | Liberale                            |                                     | Henry Campbell-Bannerman                                                |
|                                             | John Sinclair, I barone Pentland (Barone Pentland dal 1909)                                         | Herbert Henry Asquith                        | 10 dicembre 1905                    | 13 febbraio 1912                                     | Liberale                            |                                     |                                                                         |
|                                             | Thomas McKinnon Wood                                                                                |                                              | 13 febbraio 1912                    | 9 luglio 1916                                        | Liberale                            |                                     |                                                                         |
| Herbert Henry Asquith (Coalizione)          | Thomas McKinnon Wood                                                                                |                                              | 13 febbraio 1912                    | 9 luglio 1916                                        | Liberale                            |                                     |                                                                         |
|                                             | Harold Tennant                                                                                      |                                              | 9 luglio 1916                       | 5 dicembre 1916                                      | Liberale                            |                                     |                                                                         |
|                                             | Robert Munro, I barone Alness                                                                       |                                              | 10 dicembre 1916                    | 19 ottobre 1922                                      | Liberale                            |                                     | David Lloyd George (Coalizione)                                         |
|                                             | Ronald Munro-Ferguson, I visconte Novar                                                             |                                              | 24 ottobre 1922                     | 22 gennaio 1924                                      | nessuno                             |                                     | Andrew Bonar Law                                                        |
|                                             | Ronald Munro-Ferguson, I visconte Novar                                                             | Stanley Baldwin                              | 24 ottobre 1922                     | 22 gennaio 1924                                      | nessuno                             |                                     |                                                                         |
|                                             | William Adamson                                                                                     |                                              | 22 gennaio 1924                     | 3 novembre 1924                                      | Laburista                           |                                     | Ramsay MacDonald                                                        |
|                                             | John Gilmour                                                                                        |                                              | 6 novembre 1924                     | 26 luglio 1926                                       | Unionista                           |                                     | Stanley Baldwin                                                         |
| Segretari di Stato per la Scozia (dal 1926) | |                                              |                                     |                                                      |                                     |                                     |                                                                         |
| Nome                                        | Nome                                                                                                | Ritratto                                     | In carica                           | In carica                                            | Partito politico                    | Primo ministro                      | Primo ministro                                                          |
|                                             | John Gilmour                                                                                        |                                              | 15 luglio 1926                      | 4 giugno 1929                                        | Unionista                           |                                     | Stanley Baldwin                                                         |
|                                             | William Adamson                                                                                     |                                              | 7 giugno 1929                       | 24 agosto 1931                                       | Laburista                           |                                     | Ramsay MacDonald                                                        |
|                                             | Archibald Sinclair, I visconte Thurso                                                               |                                              | 25 agosto 1931                      | 28 settembre 1932 (dimissioni)                       | Liberale                            |                                     | Ramsay MacDonald                                                        |
|                                             | Godfrey Collins                                                                                     |                                              | 28 settembre 1932                   | 29 ottobre 1936                                      | Nazionale Liberale                  |                                     | Ramsay MacDonald                                                        |
|                                             | Godfrey Collins                                                                                     | Stanley Baldwin                              | 28 settembre 1932                   | 29 ottobre 1936                                      | Nazionale Liberale                  |                                     |                                                                         |
|                                             | Walter Elliot                                                                                       |                                              | 29 ottobre 1936                     | 6 maggio 1938                                        | Unionista                           |                                     |                                                                         |
|                                             | Walter Elliot                                                                                       | Neville Chamberlain                          | 29 ottobre 1936                     | 6 maggio 1938                                        | Unionista                           |                                     |                                                                         |
|                                             | John Colville, I barone Clydesmuir                                                                  |                                              | 6 maggio 1938                       | 10 maggio 1940                                       | Unionista                           |                                     |                                                                         |
|                                             | Ernest Brown                                                                                        |                                              | 14 maggio 1940                      | 8 febbraio 1941                                      | Nazionale Liberale                  |                                     | Winston Churchill                                                       |
|                                             | Thomas Johnston                                                                                     |                                              | 8 febbraio 1941                     | 23 maggio 1945                                       | Laburista                           |                                     | Winston Churchill                                                       |
|                                             | Harry Primrose, VI conte di Rosebery                                                                |                                              | 25 maggio 1945                      | 26 luglio 1945                                       | Nazionale Liberale                  | Winston Churchill                   |                                                                         |
|                                             | Joseph Westwood                                                                                     |                                              | 3 agosto 1945                       | 7 ottobre 1947                                       | Laburista                           |                                     | Clement Attlee                                                          |
|                                             | Arthur Woodburn                                                                                     |                                              | 7 ottobre 1947                      | 28 febbraio 1950                                     | Laburista                           |                                     | Clement Attlee                                                          |
|                                             | Hector McNeil                                                                                       |                                              | 28 febbraio 1950                    | 26 ottobre 1951                                      | Laburista                           |                                     | Clement Attlee                                                          |
|                                             | James Stuart, I visconte Stuart di Findhorn                                                         |                                              | 30 ottobre 1951                     | 13 gennaio 1957                                      | Unionista                           |                                     | Winston Churchill                                                       |
|                                             | James Stuart, I visconte Stuart di Findhorn                                                         | Anthony Eden                                 | 30 ottobre 1951                     | 13 gennaio 1957                                      | Unionista                           |                                     |                                                                         |
|                                             | John Maclay, I visconte Muirshiel                                                                   |                                              | 13 gennaio 1957                     | 13 luglio 1962                                       | Unionista                           |                                     | Harold Macmillan                                                        |
|                                             | Michael Noble Deputato per Argyllshire                                                              |                                              | 13 luglio 1962                      | 16 ottobre 1964                                      | Unionista                           |                                     | Harold Macmillan                                                        |
|                                             | Michael Noble Deputato per Argyllshire                                                              | Alec Douglas-Home                            | 13 luglio 1962                      | 16 ottobre 1964                                      | Unionista                           |                                     |                                                                         |
|                                             | Willie Ross Deputato per Kilmarnock                                                                 |                                              | 18 ottobre 1964                     | 19 giugno 1970                                       | Laburista                           |                                     | Harold Wilson                                                           |
|                                             | Gordon Campbell Deputato per Moray and Nairn                                                        |                                              | 20 giugno 1970                      | 4 marzo 1974                                         | Conservatore e Unionista            |                                     | Edward Heath                                                            |
|                                             | Willie Ross Deputato per Kilmarnock                                                                 |                                              | 5 marzo 1974                        | 8 aprile 1976                                        | Laburista                           |                                     | Harold Wilson                                                           |
|                                             | Bruce Millan Deputato per Glasgow Craigton                                                          |                                              | 8 aprile 1976                       | 4 maggio 1979                                        | Labour                              |                                     | James Callaghan                                                         |
|                                             | George Younger Deputato per Ayr                                                                     |                                              | 5 maggio 1979                       | 11 gennaio 1986                                      | Conservatore e Unionista            |                                     | Margaret Thatcher                                                       |
|                                             | Malcolm Rifkind Deputato per Edinburgh Pentlands                                                    |                                              | 11 gennaio 1986                     | 28 novembre 1990                                     | Conservatore e Unionista            |                                     | Margaret Thatcher                                                       |
|                                             | Ian Lang Deputato per Galloway and Upper Nithsdale                                                  |                                              | 28 novembre 1990                    | 5 luglio 1995                                        | Conservatore e Unionista            |                                     | John Major                                                              |
|                                             | Michael Forsyth Deputato per Stirling                                                               |                                              | 5 luglio 1995                       | 2 maggio 1997                                        | Conservatore e Unionista            |                                     | John Major                                                              |
|                                             | Donald Dewar Deputato per Glasgow Anniesland                                                        |                                              | 2 maggio 1997                       | 17 maggio 1999 (divenne Primo Ministro della Scozia) | Laburista                           |                                     | Tony Blair                                                              |
|                                             | John Reid, barone Reid di Cardowan Deputato per Hamilton North and Bellshill                        |                                              | 17 maggio 1999                      | 25 gennaio 2001                                      | Laburista                           |                                     | Tony Blair                                                              |
|                                             | Helen Liddell, baronessa Liddell of Coatdyke Deputata per Airdrie and Shotts                        |                                              | 25 gennaio 2001                     | 13 giugno 2003                                       | Laburista                           |                                     | Tony Blair                                                              |
|                                             | Alistair Darling Deputato per Edinburgh South West e Segretario di Stato per i Trasporti            |                                              | 13 giugno 2003                      | 5 maggio 2006                                        | Laburista                           |                                     | Tony Blair                                                              |
|                                             | Douglas Alexander Deputato per Paisley and Renfrewshire South e Segretario di Stato per i Trasporti |                                              | 5 maggio 2006                       | 27 giugno 2007                                       | Laburista                           |                                     | Tony Blair                                                              |
|                                             | Des Browne Deputato per Kilmarnock and Loudoun e Segretario di Stato per la Difesa                  |                                              | 28 giugno 2007                      | 3 ottobre 2008                                       | Laburista                           |                                     | Gordon Brown                                                            |
|                                             | Jim Murphy Deputato per East Renfrewshire                                                           |                                              | 3 ottobre 2008                      | 11 maggio 2010                                       | Laburista                           |                                     | Gordon Brown                                                            |
|                                             | Danny Alexander Deputato per Inverness, Nairn, Badenoch and Strathspey                              |                                              | 12 maggio 2010                      | 29 maggio 2010                                       | Liberal Democratico                 |                                     | David Cameron (Coalizione)                                              |
|                                             | Michael Moore Deputato per Berwickshire, Roxburgh and Selkirk                                       |                                              | 29 maggio 2010                      | 7 ottobre 2013                                       | Liberal Democratico                 |                                     | David Cameron (Coalizione)                                              |
|                                             | Alistair Carmichael Deputato per Orkney and Shetland                                                |                                              | 7 ottobre 2013                      | 8 maggio 2015                                        | Liberal Democratico                 |                                     | David Cameron (Coalizione)                                              |
|                                             | David Mundell Deputato per Dumfriesshire, Clydesdale and Tweeddale                                  |                                              | 11 maggio 2015                      | 24 luglio 2019                                       | Conservatore                        |                                     | David Cameron                                                           |
|                                             | David Mundell Deputato per Dumfriesshire, Clydesdale and Tweeddale                                  | Theresa May                                  | 11 maggio 2015                      | 24 luglio 2019                                       | Conservatore                        |                                     |                                                                         |
|                                             | Alister Jack Deputato per Dumfries and Galloway                                                     |                                              | 24 luglio 2019                      | 5 luglio 2024                                        | Conservatore                        |                                     | Boris Johnson                                                           |
| Liz Truss                                   | Alister Jack Deputato per Dumfries and Galloway                                                     |                                              | 24 luglio 2019                      | 5 luglio 2024                                        | Conservatore                        |                                     |                                                                         |
| Rishi Sunak                                 | Alister Jack Deputato per Dumfries and Galloway                                                     |                                              | 24 luglio 2019                      | 5 luglio 2024                                        | Conservatore                        |                                     |                                                                         |
|                                             | Ian Murray Deputato per Edinburgh South                                                             |                                              | 5 luglio 2024                       | in carica                                            | Laburista                           |                                     | Keir Starmer                                                            |